# Garcinia urschii
Garcinia urschii là một loài thực vật có hoa trong họ Bứa. Loài này được (H.Perrier) ined. mô tả khoa học đầu tiên.